# Клопский Свято-Троицкий монастырь
Свято-Троицкий Михайло-Клопский монастырь — мужской монастырь Новгородской епархии Русской православной церкви, расположенный в 20 км к югу от Великого Новгорода на реке Веряже у её впадения в Ильмень.

## История

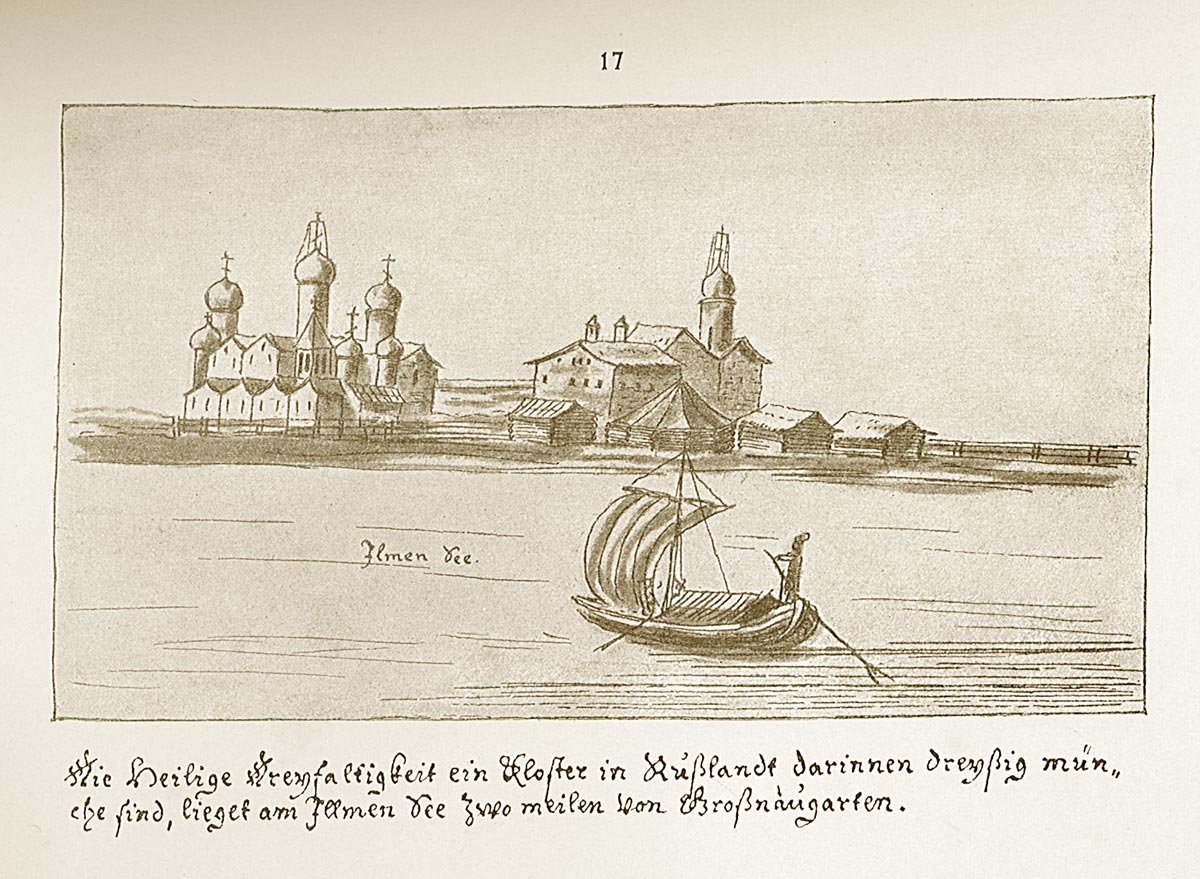
Монастырь в 1661 году. Рисунок художника, бывшего в свите Августина Мейерберга

По некоторым мнениям, монастырь получил такое название оттого, что река Веряжа и безымянный ручей окружаемой местности, на которой стоит монастырь, имеют будто форму клопа.
Впервые упоминается под 1408 годом в связи с приходом в монастырь Михаила Клопского.
Главной святыней монастыря являются мощи святого Михаила Клопского, почивающие под спудом на южной стороне Троицкой церкви.
В результате Секуляризационной реформы 1764 года Клопский монастырь был включён в число третьеклассных.
Указом Святейшего синода от 10 апреля 1913 года обращён в женский общежительный.
В 1934 году монастырь был закрыт. В 2005 году возвращён Новгородской епархии. Восстановление обители ведётся под руководством наместника игумена Иакова (Ефимова).

## Архитектура
Центром ансамбля является четырёхстолпный трёхглавый Троицкий собор, выстроенный в 1560-е годы и позднее обстроенный живописными приделами и галереями с колокольней (не сохранились). По моде грозненского времени храм был многопрестольным. Каменная церковь Николая Чудотворца с трапезной впервые упомянута в писцовых книгах под 1581 годом.
В начале XIX века, при игумене Герасиме (Гайдукове), собор был перестроен так, что потерял всю свою неповторимость — палаточное завершение (заменено на четырёхскатное) и приделы, из трёхглавого он стал пятиглавым. При реконструкции трапезной церкви в бывшей трапезной палате устроили 2 придела. Несколько ранее были построены каменная ограда, братские кельи и новая колокольня (1805). В годы Великой Отечественной войны трапезная церковь была сильно разрушена. В 1960-е годы собор был законсервирован, а Никольская церковь по-прежнему пребывает в руинах.

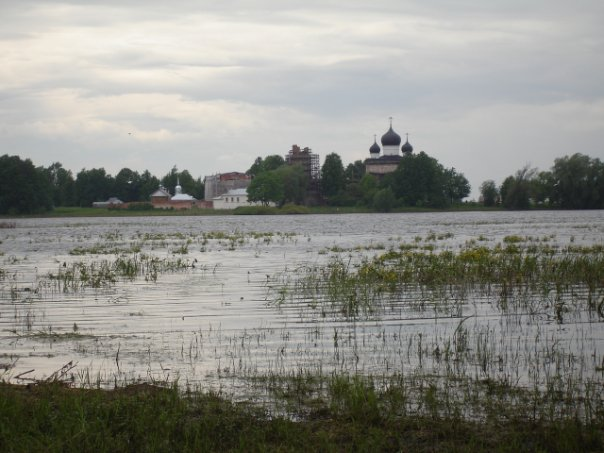
Вид на монастырь с берега Веряжи
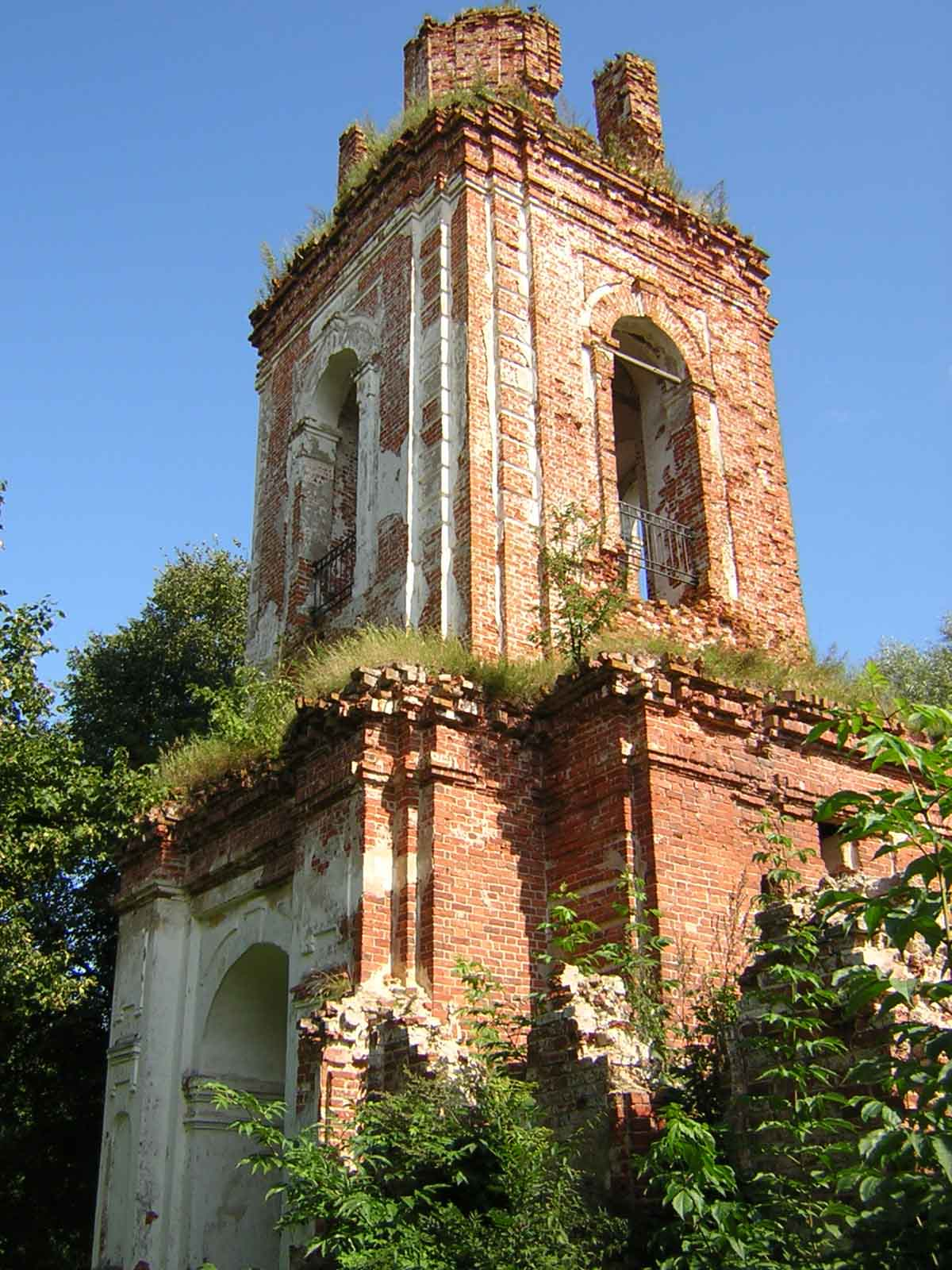
Колокольня. 2004 год
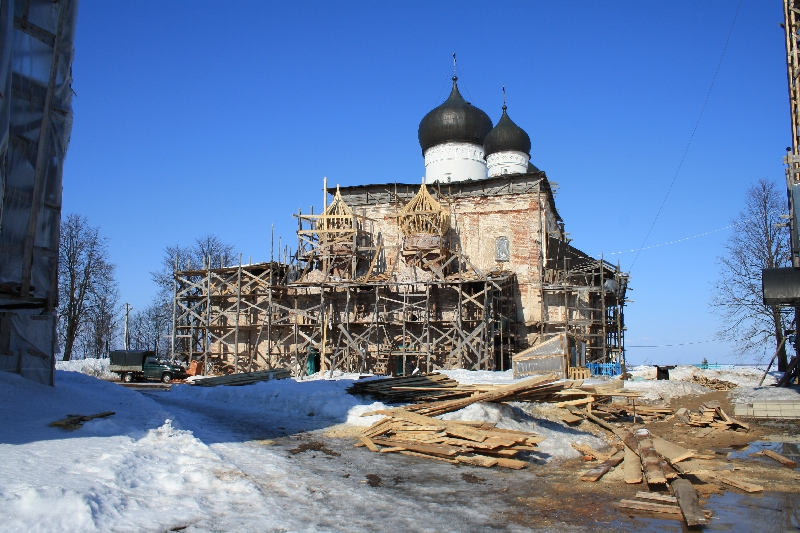
Троицкий собор

### Настоятели
- Феодосий (упом. 1414—1421)
- Евфимий, грузин (1735—1738)
- Варлаам, архимандрит (? — 1778)[2]
- Герасим (Ионин) (? — 1793[3])[4]
- Иона (? — 1796[3])[4]
- Товия (1800—1802)
- Паисий (1802—1805[5])
- Герасим (Гайдуков) (1806—1817)[6]

## Праздники
- Память св. преподобного Михаила Клопского — 24 (11) января
- Прихожение св. Михаила Клопского — 6 июля (23 июня)